# Miriam Smolka
Miriam Smolka (* 28. Januar 1971 in München) ist eine deutsche Schauspielerin.
Smolka absolvierte von 1990 bis 1993 eine Ausbildung an der Neuen Münchner Schauspielschule und erhielt Theaterengagements unter anderem in München und Bern. Einem breiteren Publikum wurde sie bekannt, als sie von 1996 bis 1998 in der ARD-Vorabendserie Marienhof die Figur der Mascha Gellert spielte. Anschließend war sie als Simone von Ahlbeck in der ZDF-Serie Küstenwache zu sehen.
Smolka ist verheiratet.

## Filmografie (Auswahl)
- 1997: Der Fahnder (Fernsehserie, Folge: Sprinter)
- 1996: Und alle haben geschwiegen (Fernsehfilm)
- 1997–2010: Marienhof (Fernsehserie, 138 Folgen)
- 1998: Pas de deux (Kurzfilm)
- 1998: SOKO 5113 (Fernsehserie, Folge: Kennwort: Mord)
- 2000: Küstenwache (Fernsehserie, 11 Folgen)
- 2000: Forsthaus Falkenau (Fernsehserie, Folge: Schwierige Entscheidungen)
- 2000: Die Motorrad-Cops – Hart am Limit (Fernsehserie, Folge: Tödliche Idole)
- 2006: Hallelujah (Kurzfilm)
- 2005: Emilia – Familienbande (Fernsehfilm)
- 2006: Unser Charly (Fernsehserie, Folge: Tiefe Wunden)
- 2008: Unter Verdacht (Fernsehserie, Folge: Unter Verdacht: Die falsche Frau)
- 2012: Die Rosenheim-Cops (Fernsehserie, Folge: Die letzte Sitzung)
- 2013: Polizeiruf 110 – Kinderparadies
- 2019: Die Rosenheim-Cops (Fernsehserie, Folge: Bretter, die die Welt bedeuten)
- 2020: Um Himmels Willen (Fernsehserie, Folge: Ausgekocht)
- 2022: Strafe – nach Ferdinand von Schirach (Fernsehserie, 1 Folge)
- 2022: Marie fängt Feuer (Fernsehfilmreihe, 1 Folge)
- 2024: Gier nach Gold. Ein Krimi aus Passau (Fernsehreihe)